# الربواء
الربواء، هي قرية من فئة (ب) تقع في محافظة الرين، والتابعة لمنطقة الرياض في السعودية. وتبعد الربواء عن محافظة الرين بمسافة تقارب () كم.